# Oxikodon
Az oxikodon (INN: oxycodone)  egy félszintetikus  teljes mü-opiát receptor agonista. Affinitást mutat a morfintól eltérő mértékben kappa- és delta-opiát receptorok felé is, mind az agyban és a gerincvelőben, így alkalmas ópiát forgó használatára, más ópiátra már rezisztens fájdalom esetén. Tebain-ból szintetizálják. Napjainkban az egyik legnépszerűbb vényköteles ópiát az Egyesült Államokban, beleértve a gyógyszertári visszaéléseket is (lásd: Sackler család – PurduePharma botrány). Az eufória szintje hasonló a morfinéhoz, a heroinnál viszont gyengébb. A többi ópiáthoz képest kevésbé álmosító hatású az eltérő receptor affinitási értékek miatt.

## Hatásai
Analgetikum, szorongás-csökkentő és nyugtató hatású. Hatása a morfinhoz hasonló, de annál erősebb vegyület, morfinhoz viszonyítva a relatív erősség szájon át 1,5X. Tehát mg/mg az adagok egy tablettában ennyivel kisebbek. A fájdalmat jól enyhíti, eufóriát, jó kedélyállapotot okoz kezdetben, de a mü-receptorok deszenzitizációja miatt hozzászokás alakul ki mint a morfinnál is, megnövelve az esélyét annak hogy a beteg emeli önként az adag mennyiségét és az adagok gyakoriságát, amely a felírt adag idő előtti elfogyasztásához vezet és a beteg ismét orvosra szorul, másként súlyos elvonási tünetek jelentkeznek, ez főleg hosszú kezelés és nagydózis fogyasztása esetén áll fenn.

## Története
Frankfurti egyetem kutatói szintetizálták először az oxikodont tebain-ből 1916-ban. Az orvosi felhasználása 1917–1919 között kezdődött Németországban. A Merck gyógyszergyár szabadalmaztatta Eukodal néven. Hans Kreitmair a Merck egyik gyógyszerésze 1920-ban elkezdett tanulmányozni egy kombinációt mely oxikodon, Szkopolamin és Efedrin-ből állt. Ez a kombináció erősebb illetve hosszabban tartó anesztéziát idézett elő. A kombináció "SEE" néven vált ismertté. A "SEE" 1928-ban került piacra. 1930-as években népszerű volt Németországban, és Közép-Európában. Jelentősebb felhasználása a második világháború alatt zajlott. A háború alatt a Merck mintegy kétmillió ampullát adott el Németországnak, azonban néhány sebész nem volt elégedett a droggal, helyette Metamfetamint és Morfint javasoltak. A háború után csökkent a népszerűsége, 1987-ben megszűnt a gyártása, de 2003 ban a Mundipharma ismét a piacra hozta Németországban, 2007 óta generikumként is elérhető.

## OxyContin
Az oxikodon használata, gyártása és a visszaélések is jelentősen növekedtek miután az OxyContin megjelent a Purdue Pharma által 1996-ban. Az OxyContin nyújtott hatóanyag leadású oxikodon, így a hatása 3-4 óra helyett 8-12 órára nőtt, így a betegeknek napi 2x szükséges bevenni a tablettát. 1998 és 2006 között a halálos túladagolások száma 14-ről 1007-re nőtt. 2010-ben a cég egy teljesen új verzióját adta ki a gyógyszernek, amivel elvileg lecsökkenthető a visszaélések száma. Ez gyakorlatilag szinte lehetetlenné teszi a gyógyszer porrá aprítását, ezzel megakadályozva az intravénás és nazális bejuttatását a szervezetbe. Ezután sok függő váltott át Heroin-ra, egyéb ópiátokra, vagy azonnali hatóanyag leadású oxikodonra.

## Készítmények
- Eukodal, Tecodin, OxyContin, Percocet, Percodan